# メリー・アン・マッコール
メリー・アン・マッコール（Mary Ann McCall、1919年5月4日 - 1994年12月14日）は、アメリカのポップスおよびジャズ歌手であった。ソロ活動とは別に、彼女はチャーリー・バーネット、トミー・ドーシー、アーティ・ショウ、ウディ・ハーマンのために歌っている。彼女はアル・コーンと短期間ながら結婚していた。1949年、彼女は『ダウン・ビート』読者投票において「女性歌手（バンド付き）」部門で優勝した。

## ディスコグラフィ

### リーダー・アルバム
- Mary McCall Sings (1950年、Discovery)[5]
- An Evening with Charlie Ventura and Mary Ann McCall (1954年、Norgran)[2]
- 『アン・イヴニング・ウィズ・メアリー・アン・マッコール・アンド・チャーリー・ヴェンチュラ』 - An Evening with Mary Ann McCall and Charlie Ventura (1955年、Norgran)
- 『イージー・リヴィング』 - Easy Living (1957年、Regent)[2]
- 『ディトゥアー・トゥ・ザ・ムーン』 - Detour to the Moon (1958年、Jubilee)[2]
- 『メランコリー・ベイビー』 - Melancholy Baby (1959年、Coral)[5]

### 参加アルバム
- ナット・ピアース : 5400 North (1979年、Hep)[2]